# Confrontos entre Quirguistão e Tajiquistão em 2022
Os confrontos esporádicos foram retomados entre o Quirguistão e o Tajiquistão em 27 de janeiro de 2022, após uma série de confrontos na primavera e no verão de 2021 entre os dois países. Em 14 de setembro de 2022, o conflito aumentou quando Quirguistão e Tajiquistão se culpando pelo conflito. O conflito fronteiriço continuou por dois dias, após os quais as partes conseguiram concordar com um cessar-fogo na noite de 16 de setembro de 2022. No entanto, este cessar-fogo foi quebrado logo depois.

## Precedentes

### Contexto histórico
Os territórios que compreendem os atuais Quirguistão e Tadjiquistão, ambos anteriormente parte do Canato de Kokand, foram conquistados pelo Império Russo no século XIX. Na década de 1920, a União Soviética impôs a delimitação nas duas regiões que resultou em enclaves. Ambos os países tornaram-se independentes em 1991, quando a União Soviética foi dissolvida. Ambos os países também são membros da Organização de Cooperação de Xangai (SCO) e da Organização do Tratado de Segurança Coletiva (CSTO) e, portanto, são, em teoria, aliados entre si.

### Confrontos anteriores
Um conflito fronteiriço começou entre o Quirguistão e o Tajiquistão em 28 de abril de 2021. Os eventos em torno do surto do conflito são contestados, mas os confrontos teriam começado devido a uma antiga disputa pela água entre os dois países. Algumas fontes relatam que um motivo imediato para o conflito foi a insatisfação da população local com a instalação de câmeras de vigilância perto da fronteira Quirguistão–Tajiquistão. Pelo menos 55 pessoas foram mortas nos eventos e mais de 40.000 civis foram deslocados.
Em 3 de maio de 2021, ambos os países concluíram a retirada das tropas da fronteira, e em 18 de maio de 2021, autoridades de ambos os países anunciaram que concordaram em realizar controles de segurança conjuntos ao longo da fronteira disputada.
Além de um incidente de pequena escala em 9 de julho de 2021, o cessar-fogo durou até 2022.

## Linha do tempo

### Confrontos esporádicos
Em 27 de janeiro de 2022, os confrontos resultaram na morte de dois civis e no ferimento de vários outros. O Comitê Estadual de Segurança Nacional do Tajiquistão disse em um comunicado que dez de seus cidadãos ficaram feridos, seis deles eram militares, enquanto os quatro restantes eram civis. Por outro lado, o Ministério da Saúde do Quirguistão disse que pelo menos 11 de seus cidadãos estavam sendo tratados por ferimentos moderadamente graves. As autoridades do Quirguistão afirmaram que o bloqueio de uma estrada entre o galope provincial de Batken e a aldeia quirguiz de Isfana por cidadãos tadjiques foi a causa dos confrontos.
Em 10 de março, um incidente armado entre guardas de fronteira na fronteira Quirguistão–Tajiquistão, na área de Teskey, distrito de Batken, matou um membro da guarda de fronteira tadjique. Após o incidente, autoridades da região de Batken, no Quirguistão, e da região de Sughd, no Tajiquistão, conversaram. De acordo com fontes tadjiques, um confronto na fronteira ocorreu em 3 de junho, depois que soldados quirguizes cruzaram a fronteira Quirguistão–Tajiquistão perto de Vorukh. Duas semanas depois, em 14 de junho, um guarda de fronteira tadjique foi morto e três outros ficaram feridos em um confronto com tropas de fronteira do Quirguistão.

### Escalação
Em 14 de setembro, um guarda de fronteira tadjique foi morto e outros dois ficaram feridos durante confrontos com guardas quirguizes que acusaram o Tadjiquistão de tomar posições em uma área demarcada. Mais tarde, no mesmo dia, dois guardas de fronteira foram mortos e onze outros ficaram feridos, cinco dos quais eram civis.
Em 16 de setembro, o conflito se intensificou. Foi relatado o uso de veículos blindados, bem como o bombardeio do Aeroporto de Batken, na cidade de Batken, no Quirguistão. O Tajiquistão acusou o Quirguistão de bombardear um posto avançado e sete aldeias fronteiriças com armas pesadas. As forças tadjiques também entraram em uma vila fronteiriça do Quirguistão. Pelo menos 31 feridos foram relatados pelo Quirguistão, enquanto um civil foi morto e três outros ficaram feridos de acordo com as forças tadjiques em Isfara, e o Quirguistão anunciou mais tarde que 24 pessoas morreram e mais 87 ficaram feridas.
Múltiplos cessar-fogos entre funcionários de alto escalão foram alcançados, mas foram quebrados repetidamente. Coincidentemente, os líderes de ambos os países estavam participando da cúpula em andamento no Uzbequistão da Organização de Cooperação de Xangai, onde se reuniram e discutiram o conflito. O parlamento do Quirguistão realizou uma reunião de emergência devido à situação. Pelo menos 137 000 pessoas foram evacuadas da zona de conflito pelo Quirguistão. O Tadjiquistão alegou que 15 de seus civis foram mortos em um ataque de drone quirguiz Bayraktar TB2 em uma mesquita. O Quirguistão declarou estado de emergência na região de Batken.

## Reações internacionais
- O porta-voz do Ministério das Relações Exteriores do Irã, Nasser Kanaani, pediu uma resolução e ofereceu a assistência do Irã na mediação.[14]
- O presidente russo, Vladimir Putin, ligou para os líderes do Quirguistão e do Tadjiquistão, instando-os a chegar a um acordo de paz.[15] A Rússia tem bases militares em ambos os países.[16]
- O secretário-geral das Nações Unidas, António Guterres, pediu um "diálogo para um cessar-fogo duradouro" entre os combatentes.[17]